# ハロハログッバイ
「ハロハログッバイ」は、2010年10月から同年11月までNHKの『みんなのうた』で放送された曲。作詞・作曲・歌：井上ジョー。

## 概要
日常的に使用される英会話を曲に乗せて紹介する歌である。元みんなのうた担当エグゼクティブ・プロデューサーの川崎龍彦によると「子供たちが英語に違和感なくなじめるよう」にとの願いを込めてこれまで多くのみんなのうたが生まれており、その中で本曲を特に気に入っていると発言している。
歌い手には幼少期をアメリカで過ごした経験のある井上ジョーを起用、アニメーションは三浦義和を中心として制作されており、曲中に流れる英文などに応じてアメコミ風に仕立て上げられたイラストや文字が飛び出すアニメーションになっており、それを背景にしてキャラクターが動き回るものとなっている。
曲の全体の流れとしては「Hello」「My name is～」のような基本的な挨拶から始まり、曲が進むにつれ日が暮れて最後は夜になり「Goodbye」「Good night」と別れの挨拶で終わる内容となっている。また曲中には「夕方」と「You gotta」のような日本語と英語で韻を踏んでいる箇所が存在する。
初回放送から6年後となる2017年2月4日と3月4日のみんなのうたリクエストにおいて初めて再放送され、2023年4月 - 5月には定時番組で同じく6年ぶりに再放送された。
本曲は2010年10月6日に発売された井上ジョーのアルバム「DOS ANGELES」で聴くことができる。